# بطولة ايه اي دبليو للفرق
 أثقل بطل وزناًبطولة ايه اي دبليو للفرق]]تاريخ التأسيسبطولة ايه اي دبليو للفرق]]انحف بطل وزناًبطولة ايه اي دبليو للفرق]]
بطولة ايه اي دبليو العالمية للفرق بالإنجليزية AEW World Tag team Championship  هي بطولة فرق تم إنشاؤها والترويج لها من قبل اتحاد مصارعة المحترفين الأمريكي اول ايليت ريسلينغ (AEW). تم الإعلان عن البطولة لأول مرة في 18 يونيو 2019 عبر حساب تويتر الخاص بـ AEW وتم كذلك الإعلان عن تتويج أول ابطال للفرق في تاريخ الاتحاد في عرض ايه اي دبليو علي تي ان تي.

## التاريخ
في 18 يونيو 2019، أعلن حساب فيت تي في علي موقع التواصل الاجتماعي تويتر عن مباراة ثلاثية فرق الفرق في عرض فيتر فيست الذي سيقام يوم السبت 29 يونيو 2019. المباراة التي ستشهد مشاركة فريق أفضل الأصدقاء (تشاك تايلور ووترينت بيريتا) ضد سوكال انسينسورد (سكوربيو سكاي وفرانكي كازاريان) ضد فريق برايفت بارتي (ايسيا كاسيدي وماركَ كوين) حيث سيتقدم الفائز إلى عرض ايه اي دبليو أول اوت للحصول على فرصة في الجولة الأولى باي في دوري البطولة. في وقت لاحق من ذلك اليوم في البودكاست ستون كولد ستيف أوستن، صرح مؤسس ومالك اتحاد AEW توني خان أنه خلال أول عرض تلفزيوني أسبوعي لـ AEW ، ستكون هناك بطولة للفرق خاصة بالاتحاد.
خلال العرض الافتتاحي المسبق لعرض Fyter Fest ، فاز فريق أفضل الأصدقاء (تشاك تايلور ووترينت بيريتا) علي سوكال انسينسورد (سكوربيو سكاي وفرانكي كازاريان) ضد فريق برايفت بارتي (ايسيا كاسيدي وماركَ كوين) حيث سيتقدم الفائز إلى عرض ايه اي دبليو أول اوت للحصول على فرصة في الجولة الأولى باي في دوري البطولة في عرض All Out.
في 11 يوليو 2019، أعلن نائب الرئيس التنفيذي لـ AEW مات جاكسون عن مباراة فريق ثلاثية ثلاثية ستقام في Fight for the Fallen في 13 يوليو.
وضمت المباراة فريق فريق دارك اوردر (ايفيل اونو وستو جرايسون) وفريق انجيلكو وجاك ايفانز وفريق فتي وديناصوره (جوي جانيلا ولوتشا سوروس) بحيث تواجهوا في مباراة فرق تهديد ثلاثي للتتاهل للجولة الاولي في عرض اول اوت ضد الفائزين فريق أفضل الأصدقاء (تشاك تايلور ووترينت بيريتا). في عرض Fight for the Fallen ونجح فريق دارك اوردر (ايفيل اونو وستو جرايسون) في هزم فريق انجيلكو وجاك ايفانز وفريق فتي وديناصوره (جوي جانيلا ولوتشا سوروس) برفقة (ماركو ستانت) للتقدم إلى All Out.
في الحدث الذي تم في 31 أغسطس، هزم فريق ذا دارك اوردر (ايفل اونو وستو جرايسون) فريق أفضل الأصدقاء (تشاك تايلور و ترينت بيريتا) للتقدم للجولة الثانية لتحديد أول ابطال بطولة AEW للفرق.

## دوري تتويج أول ابطال للفرق
تم الإعلان عن أول مباراة لدوري تتويج أول ابطل AEW للفرق في 9 أغسطس 2019، حيث سيواجه فريق اليانج باكس (مات جاكسون ونيك جاكسون) فريق برايفت بارتي (ايسيا كاسيدي وماركَ كوين) في 9 أكتوبر 2019 خلال الحلقة الثانية من AEW's show on TNT في مدينة بوسطون . بولاية ماساتشوستس الأمريكية وهذا في احدي عروض اتحاد هاوس اوف جلوري 
أُعلن في وقت لاحق أن مباريات الدور نصف النهائي للبطولة سيعقد في عرض AEW علي TNT بتاريخ يوم الأربعاء الموافق الـ23 أكتوبر 2019 في بيتسبيرج ، بنسلفانيا  ونهائيات البطولة في عرض AEW علي TNT بتاريخ يوم الأربعاء الموافق الـ30 أكتوبر 2019 في تشارلستون ، فيرجينيا الغربية.
و في يوم الثلاثاء الموافق الـ17 من سبتمبر لعام 2019 تم الإعلان مباريات الجولة الاولي والمشاركين بها 
|  | الجولة الأولي AEW علي TNT في عرضي 9 أكتوبر 2019 و 16 أكتوبر 2019 | الجولة الأولي AEW علي TNT في عرضي 9 أكتوبر 2019 و 16 أكتوبر 2019 | الجولة الأولي AEW علي TNT في عرضي 9 أكتوبر 2019 و 16 أكتوبر 2019 |                                               |                                               | نصف النهائيات AEW علي TNT في عرضي 23 أكتوبر 2019 | نصف النهائيات AEW علي TNT في عرضي 23 أكتوبر 2019 | نصف النهائيات AEW علي TNT في عرضي 23 أكتوبر 2019 |  |  | النهائيات AEW علي TNT في عرضي 30 أكتوبر 2019 | النهائيات AEW علي TNT في عرضي 30 أكتوبر 2019 | النهائيات AEW علي TNT في عرضي 30 أكتوبر 2019 |
|  |                                                                  |                                                                  |                                                                  |                                               |                                               |                                                  |                                                  |                                                  |  |  |                                              |                                              |                                              |
|  |                                                                  | فريق اليانج باكس (مات جاكسون ونيك جاكسون) أقصاء بالتثبيت         | أقصاء بالتثبيت                                                   |                                               |                                               |                                                  |                                                  |                                                  |  |  |                                              |                                              |                                              |
|  |                                                                  | فريق برايفت بارتي (ايسيا كاسيدي وماركَ كوين)                      | تقدم لدوري نصف النهائي                                           |                                               |                                               |                                                  |                                                  |                                                  |  |  |                                              |                                              |                                              |
|  |                                                                  | فريق برايفت بارتي (ايسيا كاسيدي وماركَ كوين)                      | تقدم لدوري نصف النهائي                                           |                                               | فريق برايفيت بارتي ايسيا كاسيدي وماركَ كوين    | أقصاء بالتثبيت                                   |                                                  |                                                  |  |  |                                              |                                              |                                              |
|  |                                                                  |                                                                  |                                                                  |                                               | فريق برايفيت بارتي ايسيا كاسيدي وماركَ كوين    | أقصاء بالتثبيت                                   |                                                  |                                                  |  |  |                                              |                                              |                                              |
|  |                                                                  |                                                                  |                                                                  | لوتشا بروس (بينتاجون جونيور وراي فينيكس)      | تقدم للدوري النهائي                           |                                                  |                                                  |                                                  |  |  |                                              |                                              |                                              |
|  |                                                                  | لوتشا بروس (بينتاجون جونيور وراي فينيكس)                         | أقصاء بالتثبيت                                                   | لوتشا بروس (بينتاجون جونيور وراي فينيكس)      | تقدم للدوري النهائي                           |                                                  |                                                  |                                                  |  |  |                                              |                                              |                                              |
|  |                                                                  | لوتشا بروس (بينتاجون جونيور وراي فينيكس)                         | أقصاء بالتثبيت                                                   |                                               |                                               |                                                  |                                                  |                                                  |  |  |                                              |                                              |                                              |
|  |                                                                  | جوراسيك اكسبريس (جانجل بوي ولوتشا سوروس)                         | تقدم لدوري نصف النهائي                                           |                                               |                                               |                                                  |                                                  |                                                  |  |  |                                              |                                              |                                              |
|  |                                                                  |                                                                  |                                                                  |                                               |                                               |                                                  |                                                  |                                                  |  |  |                                              | لوتشا بروس (بينتاجون جونيور وراي فينيكس)     | أقصاء بالتثبيت                               |
|  |                                                                  |                                                                  |                                                                  | فريق اس سي يو (سكوربيو سكاي وفرانكي كازاريان) | الفائزين بالبطولة                             |                                                  |                                                  |                                                  |  |  |                                              |                                              |                                              |
|  |                                                                  | فريق أفضل الاصدقاء (تشاك تيلور وترينت باريتا)                    | أقصاء بالتثبيت                                                   |                                               |                                               |                                                  |                                                  |                                                  |  |  |                                              |                                              |                                              |
|  |                                                                  | فريق اس سي يو (سكوربيو سكاي وفرانكي كازاريان)                    | تقدم لدوري نصف النهائي                                           |                                               |                                               |                                                  |                                                  |                                                  |  |  |                                              |                                              |                                              |
|  |                                                                  | فريق اس سي يو (سكوربيو سكاي وفرانكي كازاريان)                    | تقدم لدوري نصف النهائي                                           |                                               | فريق اس سي يو (سكوربيو سكاي وفرانكي كازاريان) | تقدم للدوري النهائي                              |                                                  |                                                  |  |  |                                              |                                              |                                              |
|  |                                                                  |                                                                  |                                                                  |                                               | فريق اس سي يو (سكوربيو سكاي وفرانكي كازاريان) | تقدم للدوري النهائي                              |                                                  |                                                  |  |  |                                              |                                              |                                              |
|  |                                                                  |                                                                  |                                                                  | فريق ذا دارك اوردر (ايفيل اونو وستو جرايسون)  | أقصاء بالتثبيت                                |                                                  |                                                  |                                                  |  |  |                                              |                                              |                                              |
|  |                                                                  | فريق ذا دارك اوردر (ايفيل اونو وستو جرايسون)                     | تقدم لدوري نصف النهائي                                           | فريق ذا دارك اوردر (ايفيل اونو وستو جرايسون)  | أقصاء بالتثبيت                                |                                                  |                                                  |                                                  |  |  |                                              |                                              |                                              |
|  |                                                                  | فريق ذا دارك اوردر (ايفيل اونو وستو جرايسون)                     | تقدم لدوري نصف النهائي                                           |                                               |                                               |                                                  |                                                  |                                                  |  |  |                                              |                                              |                                              |
|  |                                                                  | -                                                                |                                                                  |                                               |                                               |                                                  |                                                  |                                                  |  |  |                                              |                                              |                                              |

## فترة حمل اللقب
اعتبارا من مارس 21, 2025 هناك فترتي حمل اللقب. كان أول بطلين هما أس سي يو (فرانكي كازاريان وسكوربيو سكاي) يوم كما يعد كازاريان أكبر بطل في الثانية والأربعين من عمره بينما آدم بيج هو الأصغر في سن 28.
الأبطال الحاليون هم كيني أوميغا وآدم بيج، الذين هزموا فريق أس سي يو (فرانكي كازاريان وسكوربيو سكاي) في 21 يناير 2020 على متن سفينة اللؤلؤة النرويجية كجزء من جولة جيركو كروز الموجة الثانية في ناساو، جزر البهاما، التي تم تسجيلها وتم بثها كحلقة من برنامج ايه اي دبليو دايناميت بتاريخ 22 يناير 2020 .
| ترتيب الابطال. | أسم الابطال                                   | تاريخ الفوز باللقب | عدد مرات حمل اللقب | فترة حمل اللقب بالأيام | العرض                                         | الموقع                       | الملاحظات | المراجع |
| -------------- | --------------------------------------------- | ------------------ | ------------------ | ---------------------- | --------------------------------------------- | ---------------------------- | --- | ------- |
| 1              | فريق اس سي يو (سكوربيو سكاي وفرانكي كازاريان) | 30 أكتوبر 2019     | 1                  | 83                     | عرض AEW ديناميت على TNT بتاريخ 30 أكتوبر 2019 | تشارلستون ، فيرجينيا الغربية | هزما فريق لوتشا بروس (بينتاجون جونيور وراي فينيكس) في نهائيات البطولة ليتوجا كأول بطلان للفرق علي الأطلاق | [ 13 ]  |
| 2              | (كيني اوميجا وهانجمان آدم بيج)                | 21 يناير 2019      | 1                  | 1886+                  | عرض AEW ديناميت على TNT بتاريخ 22 يناير 2020  | ناساو ، جزر البهاما          | هزما فريق اس سي يو (سكوربيو سكاي وفرانكي كازاريان) للفوز باللقب في 21 يناير 2020 على متن سفينة اللؤلؤة النرويجية كجزء من جولة جيركو كروز الموجة الثانية في ناساو، جزر البهاما، التي تم تسجيلها وتم بثها كحلقة مسجلة من برنامج ايه اي دبليو دايناميت بتاريخ 22 يناير 2020 | [ 14 ]  |

## روابط خارجية
- كل النخبة مصارعة الموقع الرسمي

|}